# Vartiana necopinata
Vartiana necopinata is een insect uit de familie van de dwerggaasvliegen (Coniopterygidae), die tot de orde netvleugeligen (Neuroptera) behoort. 
De wetenschappelijke naam Vartiana necopinata is voor het eerst geldig gepubliceerd door H. Aspöck & U. Aspöck in 1965.